# Breštanovci
Breštanovci falu Horvátországban Verőce-Drávamente megyében. Közigazgatásilag Crnachoz tartozik.

## Fekvése
Verőcétől légvonalban 49, közúton 61 km-re délkeletre, községközpontjától légvonalban 4, közúton 7 km-re délkeletre, Szlavónia középső részén, a Drávamenti-síkságon, Crnac és Mali Rastovac között fekszik.

## Története
A régészeti leletek tanúsága szerint területe már ősidők óta lakott volt. Breštanovci határában került elő 1972-ben egy kőszekerce, melyet a kőkorszakra, illetve a rézkorra datáltak. A késő bronzkorból származó leleteket talált Breštanovci területén egy sertésnevelő telep mellett Dinko Stipešević agrármérnök és amatőr régész. A történelem előtti sírok és urnák maradványait a rendszeres mezőgazdasági művelés azonban súlyosan megrongálta.
A mai település 19. század közepén Brestranovce puszta néven mezőgazdasági majorként keletkezett Crnac délkeleti, azonos nevű határrészén. 1880-ban 81, 1910-ben 119 lakosa volt. 1910-ben a népszámlálás adatai szerint lakosságának 73%-a magyar, 14%-a horvát, 8%-a német anyanyelvű volt. Verőce vármegye Nekcsei járásának része volt. Az első világháború után 1918-ban az új szerb-horvát-szlovén állam, majd később (1929-ben) Jugoszlávia része lett. 1991-ben lakosságának 73%-a horvát, 26%-a szerb nemzetiségű volt. 1993-ban a független horvát állam keretei között újra megalakult önálló Crnac község része lett. 2011-ben 153 lakosa volt.

## Lakossága
| Lakosság változása | Lakosság változása | Lakosság változása | Lakosság változása | Lakosság változása | Lakosság változása | Lakosság változása | Lakosság változása | Lakosság változása | Lakosság változása | Lakosság változása | Lakosság változása | Lakosság változása | Lakosság változása | Lakosság változása | Lakosság változása |
| ------------------ | ------------------ | ------------------ | ------------------ | ------------------ | ------------------ | ------------------ | ------------------ | ------------------ | ------------------ | ------------------ | ------------------ | ------------------ | ------------------ | ------------------ | ------------------ |
| 1857               | 1869               | 1880               | 1890               | 1900               | 1910               | 1921               | 1931               | 1948               | 1953               | 1961               | 1971               | 1981               | 1991               | 2001               | 2011               |
| 0                  | 0                  | 81                 | 68                 | 96                 | 119                | 171                | 160                | 425                | 509                | 471                | 422                | 279                | 208                | 164                | 153                |

(1948-ig településrészként. 1857-be és 1869-ben lakosságát Crnachoz számították.)